# علموية

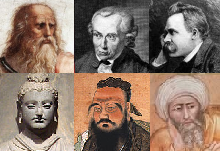

إن مذهب العلموية هو مصطلح يستخدم، عادة بشكل ازدرائي،  للإشارة إلى الاعتقاد بالتطبيق الشامل للمنهج العلمي والطريقة العلمية ووجهة النظر التي تقول بأن العلم التجريبي يشكل الرؤية الكونية الأكثر موثوقية أو الجزء الأكثر قيمة من تعلم الإنسان الذي يستبعد وجهات النظر الأخرى. ويُعرف هذا المذهب بأنه «وجهة النظر التي ترى بأن الطرق الاستقرائية المميزة للعلوم الطبيعية هي المصدر الوحيد للمعرفة الواقعية الحقيقية، كما أنها وبشكل خاص تستطيع وحدها أن تسفر عن المعرفة الحقيقية بالإنسان والمجتمع.» وكثيرًا ما ينطوي المصطلح على أكثر التعبيرات تطرفًا للمدرسة الوضعية المنطقية واستخدمه علماء الاجتماع مثل فريدريك هايك، وفلاسفة العلم مثل كارل بوبر، وفلاسفة مثل هيلاري بوتمان وتزفيتان تودوروف لوصف التأييد الدوجماتي للمنهج العلمي واقتصار جميع المعارف على تلك التي يمكن قياسها فقط.

## استعمال المصطلح
قد يشير مصطلح العلموية إلى «الزيادة» في التطبيق العلمي، كما يمكن تطبيق مصطلح العلموية بمعنيين انتقاصيين متساويين:
1. للإشارة إلى الاستخدام غير المناسب للعلم أو الادعاءات العلمية،[16] وينطبق هذا الاستخدام، على حد سواء، في السياقات التي قد لا يستخدم فيها العلم،[17] كما هو الحال عند النظر إلى موضوع على أنه خارج نطاق البحث العلمي، وعند الافتقار إلى دليل عملي لإعطاء مبرر للنتائج العلمية. ويتضمن ذلك الاحترام الجم لادعاءات العلماء أو التلف لقبول أي نتيجة يصفها العلماء أنها علمية دون تمحيص، وفي هذه الحالة فإن المصطلح يصبح حجة مضادة لمن ينادون بالسيطرة العلمية.
2. للإشارة إلى أن «الاعتقاد بأن مناهج العلوم الطبيعية أو التصنيفات والأشياء الأخرى المعروفة في العلوم الطبيعية والتي تشكل العناصر المناسبة فقط في بحث فلسفي أو غير فلسفي»[15] أو الإشارة إلى أن «العلم والعلم فقط يستطيع وصف العالم كما هو بغض النظر عن الآراء الخاصة»[10] على أن يصاحب ذلك «التخلص من الأبعاد النفسية للتجربة.»[18][19]

كذلك، يستخدم المصطلح في تسليط الضوء على الأخطار المحتملة نتيجة التوجه نحو الاختزال المفرط لجميع مجالات المعرفة الإنسانية.
بالنسبة لعلماء الاجتماع في تقليد ماكس فيبر، مثل يورغن هامبرماس، فإن منهج العلموية يرتبط بشكل كبير بفلسفة المدرسة الوضعية، ويرتبط كذلك بالمدرسة العقلية في الشرق الحديث.

## نظرة عامة
باستعراض المراجع الخاصة بمذهب العلموية في أعمال العلماء المعاصرين، اكتشف جريجوري آر بيترسو [بحاجة لرقم الصفحة] موضوعين أساسيين لهما نطاق واسع:
1. يستخدم هذا المذهب في انتقاد وجهة النظر الشمولية للعلم كما لو كان لديه القدرة على وصف كل الحقائق والمعرفة أو كما لو كانت الطريقة الواقعية الوحيدة لاكتساب معارف حول الواقع وطبيعة الأشياء;
2. يستخدم هذا المذهب للإشارة إلى الانتهاكات المتداخلة عبر المجالات حيث تُطَبَّق نظريات ومناهج مجال (علمي) معين بشكل غير مناسب على مجال (علمي أو غير علمي) آخر وعلى النطاق الخاص به. ومن أمثلة الاستخدام الثاني إطلاق لقب مذهب العلموية على أي محاولة للمطالبة بأن يكون العلم المصدر الوحيد أو الأساسي للقيم الإنسانية (مجال إضافي لعلم الأخلاق) أو مصدر المعنى والغرض (والمجال التقليدي للدين ويرتبط بالرؤى الكونية).

يقترح ميكائيل ستينمارك استخدام تعبير التوسع العلمي كمرادف لمذهب العلموية. وكتب في موسوعة العلم والدين أنه بينما كانت المذاهب التي وصفت أنها علموية لها كثير من الأشكال الممكنة ودرجات متباينة من الطموح، فإنها تشترك في فكرة أن حدود العلم (في العادة العلوم الطبيعية) يمكن توسعتها ويجب ذلك؛ لذلك هناك شيء لم يكن في الاعتبار من قبل كمادة ذات صلة بالعلم يمكن الآن اعتباره جزءًا من العلم (عادة ما يصبح العلم الحكم الوحيد والأساسي فيما يتعلق بهذا المجال أو البعد).

## فلسفة العلم

### مناهضة العلموية
عرّف الفيلسوف بول فييرابند، الذي كان مؤيدًا متحمسًا للعلموية في سنين شبابه، العلم في وقت لاحق على أنه «مشروع فوضوي بجوهره» وحاجج بقوة بأن مزايا العلم لا يستحق أي احتكار حصري ل«التعامل مع المعرفة» وأن العلماء لم يعملوا قط ضمن تقليد معرف ذاتيًا بشكل محدد ومستقل. في مقالته ضد المنهج وصف عملية التعليم العلمي المعاصرة بأنها صيغة ملطفة من التلقين تهدف إلى «جعل تاريخ العلم أكثر بلادة وبساطة وأكثر تجانسًا وأكثر 'موضوعية' وأكثر قابلية للتعامل معه بسهولة وفق قواعد صارمة وثابتة». 
بإمكان العلم أن يقف على قدميه وليس بحاجة لأي مساعدة من العقلانيين والإنسانيين العلمانيين والماركسيين وحركات دينية مشابهة، وبإمكان الثقافات والافتراضات والإجراءات غير العلمية أن تقف أيضًا على قدميها ويبنغي إفساح المجال لها لأن تفعل ذلك.... يجب أن نحمي العلم من الأيديولوجيات ويجب أن نحمي المجتمعات، ولا سيما المجتمعات الديمقراطية، من العلم... ولذا ينبغي أن تكون المؤسسات العلمية الديمقراطية وبرامج الأبحاث والمقترحات خاضعة للسيطرة العامة، يجب أن يكون هناك فصل بين الدولة والعلم تمامًا مثلما هناك فصل بين الدولة والمؤسسات الدينية، ويجب تعليم العلم بأنه رأي من بين آراء أخرى لا على أنه الطريق الواحد والوحيد نحو الحقيقة والواقع. p. viii

- بول فييرابند ضد المنهج

### تأييد العلموية
استخدم الفيلسوف والفيزيائي ماريو بانغ مصطلح العلموية بمعنى إطرائي لا بمعنى ازدرائي في العديد من كتبه التي نُشرت على مدى عقود، وفي مقالات مثل «دفاعًا عن الواقعية والعلموية» و«دفاعًا عن العلموية». استبعد بانغ نقادًا للعلم مثل هايك وهابرماس بوصفهم دوغمائيين وظلاميين: 
من أجل الابتكار في العلوم الشابة من الضروري تبنّي العلموية. تلك هي الأطروحة المنهجية التي تقول بأن أفضل طريقة لاستكشاف الواقع هي تبني العلموية، التي يمكن اختصارها بقاعدة «راجع تخميناتك». لاقت العلموية معارضة علنية من قبل دوغمائيين وظلاميين من كل الأصناف، كالأيديولوجي النيوليبرالي فريدريك فون هايك و«المنظر النقدي» يورغن هابرماس، وهو كاتب ممل تمكن من الدمج بين هيغل وفرويد وماركس وأعلن أن «العلم هو أيديولوجيا الرأسمالية المتأخرة».

ماريو بانغ، تقييم الفلسفات
في عام 2018، تعاون الفيلسوفان مارتن بودري وماسيمو بيليوتشي على تحرير كتاب بعنوان العلم اللامحدود؟ تحديات العلموية الذي دافع فلاسفة وعلماء في عدد من فصوله عن العلموية. على سبيل المثال، كتب تانر إيديس في فصله «هتافين للعلموية»:  
يمكن الدفاع عن الزعم بأن الأنماط الإنسانية والفلسفية والعلمية من المعرفة متواصلة، وأن وصفًا طبيعيًا بشكل عام لعالمنا يتركز على العلم الطبيعي هو وصف صحيح.... على أقل تقدير، آراء كهذه هي آراء مشروعة، قد تكون مخطئة، ولكن ذلك ليس لخطأ بدائي، أي الخلط بين العلم والأيديولوجيا، أو خطأ ثانوي للعلوم الإنسانية. يحق لأولئك الذين يجادلون بيننا لصالح وجهة النظر هذه أن يهتفوا مرتين للتصور الطموح للعلم، وإن كانت تلك هي العلموية، فليكن.

تانر إيديس «هتافين للعلموية»

## العقلنة والحداثة
في مقدمة أعماله الكاملة حول سوسيولوجيا الدين، وجه ماكس فيبر سؤالًا عن سبب أن «التطور العلمي أو الفني أو السياسي أو الاقتصادي ]في أماكن أخرى[ .... لم تسلك طريق العقلنة التي تميز العالم الغربي؟ وفقًا للمنظر الاجتماعي الألماني يورغن هابرماس فإنه «بالنسبة لفيبر، العلاقة المتأصلة (وهي ليست مجرد الإمكان) بين الحداثة وما أسماه 'العقلانية الغربية' كانت ما تزال بديهية. وصف فيبر سيرورة من العقلنة ونزع السحر عن العالم و«تفكيك الآراء الدينية حول العالم» أسفرت عن مجتمعات علمانية حديثة وعن الرأسمالية.
لم يُطرح مصطلح «تحديث» كمصطلح تقني سوى في خمسينيات القرن العشرين. تلك هي علامة المقاربة النظرية التي تتناول مشكلة فيبر ولكنها تطورها باستخدام أدوات النسق العلمي الاجتماعي.... تقوم نظرية التحديث بدور تجريدين لمفهوم فيبر حول «الحداثة». فهي تفصل «الحداثة» عن أصولها الأوروبية وتؤسلبها ضمن نموذج محايد زمانيًا ومكانيًا لسيرورات التطور الاجتماعي بشكل مجمل. وعلاوة على ذلك، فهي تكسر الروابط بين الحداثة والسياق التاريخي للعقلانية الأوروبية، بحيث تكف سيرورات التحديث... عن حمل عبء فكرة إتمام الحداثة، أي الدولة المنشودة التي كانت ستبدأ فيها تطورات «ما بعد الحداثة». ..... في الواقع إن أبحاث التحديث هي بالضبط ما ساهم في تداول تعبير «ما بعد الحداثة» حتى بين العلماء الاجتماعيين.

يورغن هابرماس، الخطاب الفلسفي للحداثة
يوجه هابرماس انتقاداته للعقلانية الأداتية الصرفة، ويحاجج أن «عالم الحياة الاجتماعية» للخبرة الذاتية يلائم التعبير الأدبي بشكل أفضل، في حين أن العلوم تتعامل مع «خبرات يمكن الوصول إليها بشكل متذاوت» يمكن تعميمها في لغة شكلية، فيما يتوجب على الفنون الأدبية أن «تولد تذاوتًا من الفهم المشترك في كل حالة ملموسة». يقتبس هابرماس عن الكاتب ألدوس هكسلي لدعم ثنائية الأدب والعلم: 
العالم الذي يتعامل الأدب معه هو العالم الذي يولد فيه البشر ويعيشون ويموتون في النهاية، هو العالم الذي يحبون فيه ويكرهون، هو العالم الذي اختبروا فيه النصر والمذلة، الأمل واليأس، المعاناة والمتع، الجنون والحس السليم، عالم السخافة والخبث والحكمة، عالم الضغوطات الاجتماعية والنوازع الفردية، عالم العقل ضد العاطفة، عالم الغرائز والقناعات، عالم اللغة المشتركة والأحاسيس والمشاعر التي لا يمكن تشاركها....

ألدوس هكسلي، الأدب والعلم 